# 桜井秀雄
桜井 秀雄（さくらい ひでお/しゅうゆう、櫻井 秀雄、1916年9月11日 - 2000年6月17日）は、日本の仏教学者、博士。駒澤大学名誉教授。同総長、曹洞宗教化研修所所長、永平寺顧問、仏教学術振興会理事長、岩手県江刺市吉祥寺住職を歴任。

## 来歴
1916年（大正5年）、山形県鶴岡市木野俣に生まれる。1941年（昭和16年）駒澤大学仏教学科卒業。東北大学教育哲学専攻。駒澤大学教授。1973年「曹洞宗団の教化学的研究序説」で文学博士（駒澤大学）。1983年、同大学総長（1993年に2度目の就任）。同大学仏教経済研究所所長。1998年、勲三等瑞宝章を受章。2000年6月17日、肝不全のため死去。
著書に「曹洞宗回向文講義」（正続2冊）、「永平寺・総持寺」、編著に「禅学大辞典」など。

## 著書
- 国立国会図書館 を参照

### 論文
- CiNii
- INBUDS